# Eispalast Krylatskoje
Der Eispalast Krylatskoje (russisch Ледовый дворец «Крылатское») ist eine an der Moskwa gelegene Eissporthalle des Moskauer Stadtteils Krylatskoje.

## Geschichte
Die Halle war die erste Eisschnelllaufhalle in Russland, neben der Kometa in Kolomna, des Uralskaja Molnija in Tscheljabinsk und ab 2012 der Adler Arena in Sotschi. In der Mehrzweckhalle wird neben dem Eisschnelllaufbetrieb vor allem Bandy betrieben.
Nach den Olympischen Winterspielen 1998 in Nagano begannen in Russland erste Planungen eine erstklassige Eishalle zu bauen, wo die nationale Spitze auf höchstem Niveau trainieren könnte. 2003 begannen die Bauarbeiten im „Sportkomplex Krylatskoje“, welcher unter anderem Austragungsort der Olympischen Sommerspiele 1980 war.
Die erste große Sportveranstaltung war der Fed Cup 2004 im Tennis. Beim Langstrecken-Langstrecken-Weltcup 2006/07 lief Tobias Schneider über 10.000 Meter nur knapp am ersten Weltcupsieg vorbei. Er blieb 1,42 Sekunden hinter dem Sieger Enrico Fabris. Die Zeit von 13:16,36 reichte aber um die Deutsche Rekordmarke herabzusetzen.
2007 sollte hier der Weltcup im Eisschnelllauf stattfinden. Auf Grund der Entdeckung eines Fabrikationsfehlers an der Halle musste die Austragung kurzfristig abgesagt werden. Als Ersatz wurde der Weltcup kurzerhand an das 150 km entfernte Kolomna (Kometa) abgegeben.
Bei den Junioren-Weltmeisterschaften 2010 liefen die niederländischen Juniorinnen mit 3:07,88 über 6 Runden um Lotte van Beek, Roxanne van Hemert und Yvonne Nauta Junioren-Weltrekord. Auch die Junioren aus Norwegen um Håvard Holmefjord Lorentzen, Simen Spieler Nilsen und Sverre Lunde Pedersen liefen mit 3:50,02 über 8 Runden Juniorenweltrekord.

## Veranstaltungen
| Mehrkampfweltmeisterschaft | 2005, 2012, Junioren-WM 2010 |
| Sprintweltmeisterschaft    | 2009                         |
| Weltcup                    | 2006/07, 2008/09, 2010/11    |
| Andere Großveranstaltungen | Fed Cup 2004                 |

## Bahnrekorde
Der Eispalast Krylatskoje zählt zu den schnellsten Eisschnelllaufbahnen der Welt.

### Frauen
| Strecke                 | Athlet                                                 | Zeit     | Datum                 | Wettkampf                      |
| ----------------------- | ------------------------------------------------------ | -------- | --------------------- | ------------------------------ |
| 0500 m                  | Jenny Wolf                                             | 0 37,86  | 18. Januar 2009       | Sprint-WM 2009                 |
| 01000 m                 | Christine Nesbitt                                      | 01:15,59 | 30. Januar 2011       | Weltcup 2010/11                |
| 01500 m                 | Christine Nesbitt                                      | 01:55,95 | 19. Februar 2012      | Mehrkampf-WM 2012              |
| 03000 m                 | Martina Sáblíková                                      | 04:01,80 | 18. Februar 2012      | Mehrkampf-WM 2012              |
| 05000 m                 | Claudia Pechstein                                      | 06:49,92 | 22. November 2008     | Weltcup 2008/09                |
| 10.000 m                | Lada Sadonskaja                                        | 16:35,81 | 19. Januar 2012       | Championship Of Moscow 2012    |
| Team Pursuit (6 Runden) | NiederlandeDiane Valkenburg Ireen Wüst Marrit Leenstra | 03.01,13 | 30. Januar 2011       | Weltcup 2010/11                |
| Mehrkampf               | Athlet                                                 | Punkte   | Datum                 | Wettkampf                      |
| 2 × 500 m               | Swetlana Schurowa                                      | 076,340  | 23.–24. Dezember 2005 | Russische Meisterschaften 2006 |
| Sprint-MK               | Beixing Wang                                           | 152,475  | 17.–18. Januar 2009   | Sprint-WM 2009                 |
| Mini-MK                 | Lotte van Beek                                         | 159,487  | 12.–14. März 2010     | Junioren-WM 2010               |
| Kleiner MK              | Ireen Wüst                                             | 161,050  | 18.–19. Februar 2012  | Mehrkampf-WM 2012              |

Nicht oder nicht mehr im internationalen Wettkampf ausgetragen.
- Stand: 28. September 2013[1]
- Summe der auf 500 m heruntergebrochenen Einzelstrecken (500, 1000, 1500, 3000, 5000 Meter): 195,597 Pkt.

### Männer
| Strecke                 | Athlet                                                | Zeit     | Datum                  | Wettkampf                      |
| ----------------------- | ----------------------------------------------------- | -------- | ---------------------- | ------------------------------ |
| 0500 m                  | Keiichiro Nagashima                                   | 0 34,91  | 18. Januar 2009        | Sprint-WM 2009                 |
| 01000 m                 | Shani Davis                                           | 01:08,66 | 18. Januar 2009        | Sprint-WM 2009                 |
| 01500 m                 | Håvard Bøkko                                          | 01:45,46 | 22. November 2008      | Weltcup 2008/09                |
| 03000 m                 | Koen Verweij                                          | 03:43,54 | 12. März 2010          | Junioren-WM 2010               |
| 05000 m                 | Sven Kramer                                           | 06:14,23 | 18. Februar 2012       | Mehrkampf-WM 2012              |
| 10.000 m                | Bob de Jong                                           | 12:59,21 | 23. November 2008      | Weltcup 2008/09                |
| Team Pursuit (8 Runden) | RusslandAlexander Rumjanzew Iwan Skobrew Pawel Bainow | 3:43,71  | 30. Januar 2011        | Weltcup 2010/11                |
| Mehrkampf               | Athlet                                                | Punkte   | Datum                  | Wettkampf                      |
| 2 × 500 m               | Pawel Kulischnikow                                    | 069,870  | 28. Oktober 2014       | Russische Weltcupqualifikation |
| Sprint-MK               | Shani Davis                                           | 139,560  | 17.–18. Januar 2009    | Sprint-WM 2009                 |
| Mini-MK                 | Alexander Rasorjonow                                  | 152,435  | 10.–11. Dezember 2011  | Moscow Cup 2011                |
| Kleiner MK              | Koen Verweij                                          | 148,517  | 12.–14. März 2010      | Junioren-WM 2010               |
| Großer MK               | Sven Kramer                                           | 149,327  | 18. – 19. Februar 2012 | Mehrkampf-WM 2012              |

Nicht oder nicht mehr im internationalen Wettkampf ausgetragen.
- Stand: 8. Dezember 2014[1]
- Summe der auf 500 m heruntergebrochenen Einzelstrecken (500, 1000, 1500, 5000, 10.000 Meter): 180,776 Pkt.